# 丹尼尔·巴列霍斯
丹尼尔·巴列霍斯（西班牙語：Daniel Vallejos，1981年5月27日—），哥斯达黎加男子足球运动员，司职后卫。他曾代表哥斯达黎加国家队参加2002年国际足联世界杯，结果队伍止步小组赛阶段。